# Daniel Bourgeois
Pour les articles homonymes, voir Bourgeois.
Daniel Bourgeois est un footballeur international français né le 19 juillet 1944 à Saint-Morand, près d'Altkirch (Haut-Rhin). 
Ce joueur formé et révélé à Sedan a évolué ensuite comme milieu de terrain principalement à Metz et Troyes. 
En 2018, il était toujours trésorier adjoint du syndicat nationale des administratifs et assimilés du football (SNAAF).

## Carrière de joueur
- 1963-1964 :  AS Mulhouse
- 1964-1970 :  UA Sedan-Torcy
- 1970-1972 :  FC Metz
- 1972-1974 :  Troyes AF
- 1974-1976 :  Red Star
- 1976-1978 :  Paris FC
- 1978-1980 :  FC Mulhouse[1]

## Palmarès
- International espoirs en 1969, international A en 1970 contre la Belgique, international B en 1971.

## Source
- Col., Football 74, Les Cahiers de l'Équipe, 1973. cf. page 96.
- « Fédération Française de Football », sur fff.fr (consulté le 25 décembre 2023)